# Большая Касабланка
Большая Касабланка (араб. جهة الدار البيضاء الكبرى‎) — до 2015 года одна из шестнадцати областей Марокко. В сентябре 2015 года в рамках административной реформы переименована в Касабланка — Сеттат.  Территория площадью 1117 км² охватывала прибрежную часть страны (Северо-Западное Марокко). Была самой густонаселённой из областей Марокко.
Административное деление бывшей области:
| Адм. единица          | Население, чел. (2004) |
| --------------------- | ---------------------- |
| Префектура Касабланка | 2 949 805              |
| Префектура Мохаммедия | 322 286                |
| Провинция Нуасёр      | 236 119                |
| Провинция Медиуна     | 122 851                |